# Dorsum Oppel
Dorsum Oppel – grzbiet na powierzchni Księżyca  o długości około 268 km. Znajduje się na współrzędnych selenograficznych ☾ 18,7°N 52,6°E/18,700000 52,600000. Dorsum Oppel znajduje się na Mare Crisium.
Nazwa grzbietu została nadana w 1976 roku przez Międzynarodową Unię Astronomiczną i pochodzi od Alberta Oppela (1831–1865), niemieckiego paleontologa.